# 500 milja Indianapolisa
500 milja Indianapolisa (eng. Indianapolis 500, Indianapolis 500-Mile Race, Indy 500) je američka automobilistička utrka koja se svake godine održava tijekom Memorial Day vikenda na autodromu Indianapolis Motor Speedway u Indianapolisu u Indiani. Utrka svoj naziv posuđuje američkom prvenstvu IndyCar, kao i bolidima koji su se natjecali na tom događaju.
500 milja Indianapolisa, često nazivana "najvećim spektaklom u auto utrkama" (The Greatest Spectacle in Racing), jedna je od najstarijih, i zajedno s 24 sata Le Mansa i Velikom nagradom Monaka, jedna od tri najznačajnije automobilističke utrke u svijetu. Uprava autodroma ne objavljuje podatke o broju gledaoca, ali permanentni je kapacitet više od 257 000 ljudi, ili oko 400 000 ako se broje i mjesta unutar staze.

## Povijest

### Počeci
Kompleks autodroma Indianapolis Motor Speedway izgrađen je 1909. kao šljunčano-katranska staza, te je ugostila niz manjih događaja prije nego što su promoteri odlučili se koncentrirati na samo jednu veću utrku. Staza je tada, na poticaj glavnog vlasnika Carla G. Fishera, nakon nekoliko pogibija uzrokovanih nestabilnom voznom površinom, popločana s 3,2 milijuna cigala. Osnivanje utrke na 500 milja (805 km), stazi je omogućilo da ubrzo stekne privilegirani status među vozačima utrka. Prva utrka održana je na Memorial Day, 30. svibnja 1911., kada je Ray Harroun, za volanom Marmona "Wasp", svoje vozilo opremio vlastitim izumom - retrovizorima. Harroun je proglašen pobjednikom premda je Ralph Mulford protestirao protiv službenog rezultata. Događaju je prisustvovalo 80 000 ljudi, te je ustanovljena godišnja tradicija. Premda je u prvoj utrci pobijedio američki vozač za volanom američkog vozila, europski prozvođači kao što su talijanski Fiat ili francuski Peugeot uskoro su razvili vlastita vozila, te su čuvenu utrku pobjeđivali od 1912. do 1919. Ipak, nakon prvog svjetskog rata, domaći vozači i proizvođači vratili su dominaciju na utrci, s inženjerom Harryjem Arminiusom Millerom kao najuspješnijim posljeratnim 
konstruktorom. Njegova tehnička usavršavanja indirektno su povezana s nizom pobjeda na 500 milja Indianapolisa do sredine 1970-ih.

### Miller i Offenhauser
Početkom 1920-ih, Miller je izradio vlastiti 3.0 litarski (183 in³) motor, po uzoru na Peugeotov Grand Prix motor, kojega je 1914. u njegovoj radioni održavao Fred Offenhauser,
te je instaliran u Duesenberg Jimmyja Murphyja, pobjednika utrke 1922. 
Miller je nakon toga proizvodio vlastite Miller automobile, jednosjede pogonjene kompresorskom verzijom njegovih 2.0 i 1.5 litarskih (122 i 91 in³) motora, s još jedanaest pobjeda do 1929., od kojih četiri (1926., 1928., 1930. i 1932.) u Miller šasijama. Isprva serijske provenijencije, kasnije su prilagođeni na međunarodnu 3.0 litarsku formulu.
Međutim, 1935., Millerovi bivši zaposlenici Fred Offenhauser i Leo Goosen, ostvaruju prvu pobjedu s 4-cilindičnim motorom vlastite konstrukcije Offenhauser, poznatim i kao "Offy", jednim od ključnih motora u povijesti tog natjecanja koji je u atmosferskoj i turbo verziji ostvario ukupno 27 pobjeda, s rekordnih 18 uzastopnih od 1947. do 1964.

### Naziv utrke
Utrka je od 1911. do 1916. službeno bila nazvana "International 500-Mile Sweepstakes Race". Ipak, od samih početaka bila je poznata kao Indianapolis 500, ili jednostavnije samo "500." 1919., nakon prvog svjetskog rata naziv utrke je bio "Liberty Sweepstakes", dok je od 1920. do 1980. bila poznata kao "International Sweepstakes", ili prema verziji tog naziva kao "International Sweepstakes Race, Distance 500 Miles." Nakon drugog svjetskog rata, utrka je najčešće bila poznata kao "The 500", "The 500-Mile Race", "Indianapolis 500-Mile Race", "Indianapolis 500," ili "Indy 500," često s istaknutim brojem izdanja utrke ispred naziva. Na radiju natjecanje je često reklamirano kao  "Annual Memorial Day race," ili u sličnim varijacijama.
Od 1981., naziv "65th Indianapolis 500-Mile Race" ("65. utrka 500 milja Indianapolisa") službeno je prihvaćen, te je formulacija "International Sweepstakes" u potpunosti izostavljena. Od tada, naziv utrke uvijek uključuje redni broj izdanja i službeni logotip. Osim toga, nakon kontroverzi oko prijava na utrci 1979., i osnivanja CART-a, utrka je postala pozivni događaj (invitational) umjesto ranijeg otvorenog (open), te je opis "sweepstakes" postao nevažeći.
Također, Trofej Borg-Warner, uveden 1936., utrku najavljuje kao "Indianapolis 500-Mile Race," bez ikakvih nagovještaja naziva "International Sweepstakes."

### Stogodišnjica
Godine 2009., Indianapolis Motor Speedway započeo je trogodišnje "Doba stogodišnjice" ("Centennial Era") radi proslave 100 godina otvaranja staze (1909.) i 100. objetnice prve utrke na 500 milja (1911). U skladu s nostalgičnim proslavama stogodišnjice, ulaznice za utrku 2009. nosile su natpis "93rd 500 Mile International Sweepstakes.", te je naslov "Sweepstakes" korišten prvi puta nakon 1980. Tijekom svibnja 2009., broj izdanja utrke (93.) rijetko je korišten i prvi puta nakon 1981. nije bio istaknut na logotipu, kao i u tisku, televiziji i radiju gdje je utrka nazivana "2009 Indianapolis 500." Kako utrka nije održana tijekom prvog i drugog svjetskog rata, stogodišnjica će se obilježiti tijekom 93., 94. i 95. izdanja, te da se izbjegne konfuzija između stogodišnjice i aktualnog broja održanih utrka, redni broj izdanja rijetko će se koristiti.

### Europski utjecaji
Europski proizvođači, koji su nakon prvih izdanja utrke bili odsutni skoro dva desetljeća, nakratko su se vratili neposredno prije drugog svjetskog rata, te je konkurentni Maserati 8CM omogućio Wilburu Shawu da 1939. i 1940. prvi ostvari dvije uzastopne pobjede u Indianapolisu. Dok je Indianapolis 500 bio dio Svjetskog prvenstva Formule 1 od 1950. do 1960., Ferrari je 1952. nastupio s vozačem Albertom Ascarijem, ali europska sudjelovanja u to doba bila su rijetka.
Europski vozači i proizvođači nisu se vratili u Indianapolis dok utrka nije bila isključena iz kalendara Formule 1, s Australcem Jackom Brabhamom 1961. za volanom neznatno modificiranog F1 bolida Cooper. 1963., tehnički inovator Colin Chapman prvi je puta doveo u Indianapolis svoj Team Lotus, potaknut velikim novčanim nagradama, znatno većim u odnosu na uobičajene na europskim događajima. Nastupivši u bolidu sa središnjim motorom, Škot Jim Clark bio je drugi u svom prvom pokušaju 1963., dominirao je 1964. do kvara na ovjesu, i pobijedio 1965., prekinuvši niz Offenhausera i osvarivši prvu pobjedu u Indianapolisu Fordovog 4.2 litarskog V8 motora. Iduće godine, pobijedio je također Britanac Graham Hill, s bolidom Lola-Ford.
Offenhauser je također udružio snage s europskim proizvođačem McLarenom, postigavši tri pobjede s tim konstruktorom, od kojih jednu za momčad Penske, 1972. s vozačem 
Markom Donohueom, i dvije za McLarenov tvornički tim, 1974. i 1976. s Johnnyjem Rutherfordom. To je ujedno bila i posljednja pobjeda motora Offenhauser, čija se konkurentnost postepeno smanjivala do konačnog povlačenja nakon 1983. Američki vozači nastavili su idućih godina ispunjavati većinu mjesta na startu, ali europska tehnologija je prevladala. Od 1978., većina šasija i motora bili su europski, s Wildcatom (1982.) i Galmerom (1992.) kao jedinim američkim šasijama među pobjednicima (iako je Galmer bio izađen u Bicesteru, u Engleskoj). Motore Ford i Chevrolet proizvodili su Cosworth i Ilmor u Velikoj Britaniji.

### Strani vozači
Nakon što su strani bolidi postali pravilo, također su i strani vozači počeli se redovno natjecati u Indianapolisu i Sjedinjenim Državama kao glavnom bazom svojih automoblističkih aktivnosti. Brazilac Emerson Fittipaldi, Talijan Teo Fabi i Kolumbijac Roberto Guerrero ostvarili su tijekom 1980-ih dobre rezultate, ali tek je 1993., svjetski prvak Formule 1 iz 1992., Nigel Mansell šokirao svijet automobilizma prelaskom u Sjedinjene Države, pobijedivši CART prvenstvo 1993. Mansell je u svom prvom nastupu u Indianapolisu ostvario treće mjesto nakon što je tijekom utrke bio među glavnim kandidatima za pobjedu, radi svog neiskustva s ponovnim statovima nakon pace-car perioda. Strani vozači postali su idućih godina redovna pojava u Indianapolisu. Unatoč tome što se porast stranih vozača uglavnom vezuje uz CART seriju, bitno je naglasiti da četiri
od prvih šest pobjednika 500 milja Indianapolisa nisu bili Amerikanci.

### Vozačice
Bilo kakvo sudjelovanje žena u Indianapolisu bilo je obeshrabrivano i u suštini zabranjeno tijekom nekoliko prvih desetljeća natjecanja, te je novinarkama čak bio zabranjen pristup u pit-lane zonu do 1971.
Do sada za utrku se kvalificiralo sedam žena: Janet Guthrie, Lyn St. James, Sarah Fisher, Danica Patrick, Milka Duno, Ana "Bia" Beatriz i Simona De Silvestro. Desire Wilson je 1982. bila prijavljena na utrku ali se nije uspjela kvalificirati. Guthrie se prvi puta pokušala kvalificirati 1976., ali tada nije bila dovoljno brza i pripremljena. Prvi puta je nastupila, kao prva vozačica u Indianapolisu, 1977., i kasnije još 1978. i 1979., s jednim devetim mjestom kao najboljim rezultatom. St. James nastupila je na devet Indy 500 od kojih prvi puta 1992. Fisher se prvi puta natjecala 2000., i ukupno devet puta (najveći broj nastupa među ženama). Patrick je nastupila na šest 500 milja Indianapolisa, prvi puta 2005., dok se Duno prvi puta natjecala 2007., i ukupno tri puta. St. James i Fisher zajedno su nastupile 2000., što je bilo prvi puta da su se u Indianapolisu natjecale dvije vozačice, dok su Fisher, Patrick i Duno zajedno nastupile 2007., 2008. i 2009. Godine 2010. postavljen je novi rekord s četiri vozačice u utrci (Beatriz, de Silvestro, Patrick, i Fisher), dok se Duno nije uspjela kvalificirati.
Patrick je na utrci 2005. vodila 19 krugova, do sada prvi i jedini puta da je žena vodila na tom natjecanju. Njeno treće mjesto 2009., do sada je najbolji rezultat među ženama u Indianapolisu.

## Organizacija

### AAA i USAC
Od 1911. do 1955., utrka je organizirana pod pokroviteljstvom udruženja American Automobile Association (AAA). Nakon katastrofe u Le Mansu 1955., AAA je zatvorio svoj odjel auto-utrka radi koncentriranja na svoj program članstva namijenjen javnom prometu.
Vlasnik staze Tony Hulman osnovao je 1956. United States Auto Club(USAC), koji je preuzeo organizaciju utrke i prvenstva Indy car.
Od 1950. do 1960., 500 milja Indianapolisa bilo je također uvršteno u svjetsko prvenstvo Formule 1, premda je malo vozača sudjelovalo na drugim utrkama tog prvenstva.
Razilaženja oko kontrole novčanih nagrada i izmjena i dopuna propisa, bila su uzrok sukobu tijekom 1970-ih. Ubrzo nakon smrti Tonyja Hulmana 1977., i gubitka nekoliko ključnih službenika USAC-a u zrakoplovnoj nesreći 1978., udružilo se nekoliko se istaknutih vlasnika momčadi i osnovalo seriju CART radi organizacije prvenstva Indy car racing.
Međutim, 500 milja Indianapolisa ostalo je pod organizacijskom kontrolom USAC-a, te je ostala jedina značajna utrka kojom je upravljala ta organizacija, nakon što je odsustala od svih ostalih Indy Car utrka (kao i od svog stock car odjela) radi koncentriranja na Sprint car i Midget utrkivanja. Iduće tri godine 500 milja Indianapolisa nije službeno bila priznata u kalendaru CART serije, ali CART vozači i momčadi sudjelovali su u natjecanju. 1983., dogovoreno je da se 500 milja Indianapolisa, u organizaciji USAC-a uvrsti u kalendar CART prvenstva, te su bodovi osvojeni na utrci vrijedili u ukupnom zbroju bodova sezone. Unatoč raskolu CART/USAC, od 1983. do 1995. utrka se održavala u relativnom organizacijskom skladu. CART i USAC povremeno su se sukobljavali oko manjih tehničkih propisa, ali koristili su jednake bolide te su momčadi CART serije svake godine činili veliku većinu prijava na natjecanju.

### Indy Racing League
1994., vlasnik staze Tony George najavio je osnivanje novog prvenstva koje će se zvati Indy Racing League, s 500 milja Indianapolisa kao središnjim događajem. Mišljenja o njegovim motivacijama bila su različita, s pristašama koji su dijelili neodobravanje statusa utrke u CART seriji, porast stranih vozača (američki su vozači prelazili u NASCAR), i sve manji broj ovalnih staza u prvenstvu, dok su kritičari optužili Georgea da se koristi svojim utjecajem i utrkom kao sredstvom stjecanja kontrole nad američkim utrkama jednosjeda.
1995., George je objavio da će 25 od ukupno 33 startnih mjesta na utrci 1996. biti rezervirano za prvih 25 vozača u bodovnom poretku prvenstva IRL (slično praksi NASCAR's Top 35 rule uvedenoj nekoliko godina kasnije). To je ostavilo samo 8 startnih mjesta za sudionike CART serije, koja se radi toga odlučila na bojkot najtecanja, i organizaciju potpuno nove utrke, U.S. 500, koja se održala istoga dana. Veteran Buddy Lazier, te je godine pobijedio u Indianapolisu, dok je U.S. 500, nakon masovnog sudara na startu, pobijedio Jimmy Vasser. Konkurentski U.S. 500 nije se uspio etablirati kao značajan događaj te je otkazan nakon samo jednog izdanja, premda su naziv U.S. 500 do 1999. nosile druge redovne utrke u prvenstvu.
1997., nova pravila uvela su jeftinije bolide i "serijske" motore, te su radi toga IRL i CART koristili različitu i nekompatiblinu opremu. Niti jedna CART momčad neće se prijaviti na 500 milja Indianapolisa iduće tri godine.
Godine 2000., Chip Ganassi Racing, jedna od naijstaknutijih CART momčadi, odlučila je prekinuti izbivanje i nastupiti u Indianapolisu sa svojim vozačima Jimmyjem Vasserom i Juanom Pablom Montoyom. Na dan utrke Montoya je dominirao, vodio je 167 od 200 krugova i pobijedio. Godine 2001. vratio se Penske Racing, i pobijedio u utrci sa svojim vozačem Héliom Castronevesom.
Do 2003., momčadi Ganassi, Penske i Andretti Green, permanentno su prešle u IRL. CART je iduće godine bankrotirao, te su prava i infrastrukture otkupile preostale momčadi i preimenovale seriju u Champ Car World Series. Dva prvenstva nastavila su zasebno djelovanje do kraja 2007. Početkom 2008., dvije serije, nakon 12-godišnjeg raskola, ujedinile su se u današnji IndyCar, jedinstveno američko prvenstvo jednosjeda.

## NASCAR vozači na Indy 500
1960-ih i početkom 1970-ih, 500 milja Indianapolisa i utrka World 600 na Charlotte Motor Speedway, odražavane su različitih dana u tjednu. Nekoliko NASCAR vozača sudjelovalo je na obje utrke iste godine, uključujući Bobbyja Allisona, Donnieja Allisona, Calea Yarborougha i Lee Roya Yarbrougha. Od 1994. do 2004., nekoliko NASCAR vozača uspjelo je sudjelovati na obje utrke istoga dana, postignuće poznato kao "Double Duty." Po završetku 500 milja Indianapolisa, vozači bi se ukrcavali u helikopter i letjeli za Međunarodni aerodrom u Indianapolisu (Indianapolis International Airport), odakle bi zrakoplovom letjeli za Regionalni aerodrom Concord (Concord Regional Airport), kraj Charlotte u Sjevernoj Karolini i potom ponovo helikopterom do NASCAR autodroma. John Andretti, Tony Stewart, i Robby Gordon pokušali su taj podvig, ali samo je Tony Stewart 2001. postao jedini vozač koji je vozio punu distancu (1100 milja) istoga dana na obje utrke.
Za 2005., start utrke u Indianapolisu pomaknut je sat vremena na 13:00 EDT radi stimuliranja veće TV gledanosti, što je znatno smanjilo mogućnost da vozač nastupi na obje utrke istoga dana.
Dva vozača, Mario Andretti i A. J. Foyt, pobijedili su u Indianapolisu i na glavnom događaju NASCAR prvenstva, Daytona 500.

## Tehnička pravila
Tehničke specifikacije za 500 milja Indianapolisa trenutno određuje Indy Racing League. Pravila su jednaka kao i za bilo koju drugu IRL IndyCar utrku osim za posebna podesiva "Speedway" krila niskog otpora, koja se koriste samo na Indy 500. U prošlosti, posebno u tijekom godina kada je utrkom upravljao USAC, ali većina je utrka i momčadi bila pod upravom CART-a, pravila između utrke i upravnog tijela prvenstva ponekad su se razlikovala, što je rezultiralo šasijama i motorima legalnim u Indianapolisu, ali zabranjenim na ostalim utrkama te sezone. Najpoznatija manifastacija tog dispariteta bio je motor Mercedes-Benz 500I, kojega je razvila britanska tvrtka 
Ilmor Engineering, ugrađen u Penske PC-23 1994.
Momčadi mogu prijaviti do dva bolida po startnom broju. Drugom, "rezervnom" bolidu dodjeljuje se taj startni broj i oznaka "T", npr, dva bolida sa startnim brojem #2 momčad će označiti kao #2 i #2T. Tijekom mjesec dana prije utrke dozvoljeni su treninzi s oba bolida, ili čak istovremeno. Dodatno, po istjeku mjeseca, "T car" može se dijeliti između vlastitog i drugog startnog broja ili se može prodati drugoj momčadi koja je izgubila vlastiti bolid a ne raspolaže s rezervnim.
Svi bolidi moraju proći rigorozni tehnički pregled prije nego što su označeni naljepnicom koja je uvjerenje da bolid smije pristupiti treninzima. Prije i poslije kvalifikacija, bolid mora proći još jedan pregled. Prvi pregled je usredotočen na sigurnosne aspekte, dok se drugim nastoje ustanoviti eventualna nepoštivanja tehničkih pravila.

### Procedura kvalifikacija
Najbolja starna pozicija, u Indianapolisu se smatra vrlo prestižnom. Tijekom godina na utrci koristile su se razne kvalifikacijske procedure. Aktualna kvalifikacijska distanca od četiri kruga (deset milja) prvi je puta uvedena 1920., te se od 1939. koristi svake godine. 
Većinu doba nakon drugog svjetskog rata, svaki bolid, bez obzira na vozača, imao je pravo na tri kvalifikacijska pokušaja do ispunjenja 33 startna mjesta.
Startni poredak određuje se prema postignutoj brzini u skladu s danom kvalificiranja. 2009., održana su četiri dana kvalifikacija: subota i nedjelja dva tjedna prije utrke, i subota i nedjelja tjedan dana prije utrke. Najbrži vozač na prvom danu kvalifikacija (poznatom kao "Pole day") osvaja najbolju startnu poziciju. Vozači koji se kvalificiraju drugog dana kvalifikacija, u startnom poretku pozicionirani su iza vozača koji su se kvalificirali prvog dana, dok se vozači kvalicirani trećeg dana na startu poredaju iza kvalifciranih drugog dana, koje prate kvalificirani četvrtog dana (poznatom kao "Bump day"). 
Nakon što su sva 33 mjesta ispunjena, najsporiji bolid, bez obzira na dan kvalifikacija može ispasti van iz poretka ako se netko kvalificira bržim vremenom.
Od 2005. do 2009., četiri dana kvalifikacija podijeljena su da bi se izazvalo ispadanje na sva četiri dana: 
- Na pole day, otvorene su za kvalificiranje pozicije 1-11
- Drugoga dana, otvorene su za kvalificiranje pozicije 12-22
- Trećeg dana, otvorene su za kvalificiranje pozicije 23-33
- Na bump day, ispadanje započinje čim se startni poredak ispuni s 33 bolida.

Počevši od 2010., kvalifikacije su skraćene na samo dva dana vremenskih ispita: subota i nedjelja tjedan prije utrke:
- Na pole day, otvorene su za kvalificiranje pozicije 1-24. Na kraju dana prvih devet vozača vraćaju se na stazu za dodatno 90-minutno kvalificiranje koje određuje prvih devet mjesta na startu.
- Na bump day, pozicije 25-33 su ispunjene te ispadanje započinje čim startni poredak dosegne 33 bolida. Kao i prije, prvi ispada najsporiji bolid, bez obzira na dan kvalificiranja.

## Zanimljivosti

### Memorabilija
Mnogi se ljudi bave skupljanjem, promocijom i djeljenjem informacija o suvenirima s utrke. Nacionalni Indy 500 klub sakupljača (The National Indy 500 Collectors Club) je nezavisna aktivna organizacija koja je posvećena podršci takvih aktivnosti. Ustanovio ga je 1. siječnja 1985. u Indianapolisu John Blazier, te uključuje iskusno članstvo koje je na raspolaganju za savjete i raspravu o preprodaji suvenira i općim pitanjima.

### Popularna kultura
Utrka 500 milja Indianapolisa bila je subjekt nekoliko filmova, te bezbroj referenci na televiziji, filmovima i drugim medijima. Najznačajniji filmovi uključuju:
- Gomila urla (1932.)
- To Please a Lady (1950.)
- Winning (1969.)

Indianapolis 500 Legends, Wii i DS igra temeljena na utrci puštena je u prodaju 18. prosinca 2007.

### Mlijeko
Na 500 milja Indianapolisa, pobjednik tradicionalno slavi pobjedu bocom mlijeka, običaj koji je 1936. ustanovio Louis Meyer. 
 Tradiciju koja se od tada poštuje, izuzevši godine 1947. – 1955., i koju obilno koriste proizvođači mlijeka kao sredstvo markentiške promocije, u novije vrijeme prekinuo je jedino Emerson Fittipaldi 1993., proslavivši pobjedu ispijanjem soka od naranče što je naišlo na oštre kritike u Sjedinjenim Državama.

## Prijenosi
Utrke se uživo prenosila u cijelosti na radiju preko stanice Indianapolis Motor Speedway Radio Network od 1953., i na televizijskom kanalu WFBM-TV 1949. – 1950. Djelomično tijekom 1960-ih i 1970-ih utrka je prenošena na televiziji zatvorenog kruga, radi prikazivanja u dvoranama i sportskim objektima. Od 1965. do 1985., ABC je prikazivao utrku s vremenskim zakašnjenjem (tape delay). Od 1986., ABC je u cijelosti uživo prenosio utrku (premda je živi prijenos zamračen u području Indianapolisa). 2007., utrka je prvi puta emitirana u HD-u.

## Dodatne informacije
Indy: The Race and Ritual of the Indianapolis 500, Second Edition, Terry Reed, 2005 ISBN 1-57488-907-9

## Vanjske poveznice
- Indianapolis 500 službena stranica  Arhivirana inačica izvorne stranice od 4. veljače 2012. (Wayback Machine)
- Indianapolis Motor Speedway službena stranica
- Indy Racing League službena stranica
- Indianapolis 500 images from the Ralph Satterlee Collection, Ball State Special Collections Research Center
- Indianapolis 500 fan photograph pool flickr.com